# Chelonus elasmopalpi
Chelonus elasmopalpi är en stekelart som beskrevs av Mccomb 1968. Chelonus elasmopalpi ingår i släktet Chelonus och familjen bracksteklar. Inga underarter finns listade i Catalogue of Life.